# Climax (Colorado)
Pour les articles homonymes, voir Climax.
Climax est un village minier non incorporé et un ancien bureau de poste situé dans le comté de Lake au Colorado.
La mine, située à 3 463 m d'altitude est connue pour ses réserves en molybdène, découvertes en 1903 par des chercheurs d'or. C'est l'implantation humaine la plus élevée des États-Unis, et Climax détient toujours le record du bureau de poste et de la gare la plus haute du pays. Quand l'exploitation de la mine s'est arrêtée, les habitations résidentielles ont été déplacées à Leadville, et on ne trouve plus à Climax que les bâtiments industriels. Après 17 ans d'arrêt, la mine a repris son exploitation le 10 mai 2012.